# Tarnogszkiji járás

A Tarnogszkiji járás a Vologdai területen

A Tarnogszkiji járás (oroszul Тарногский муниципальный район) Oroszország egyik járása a Vologdai területen. Székhelye Tarnogszkij Gorodok.

## Népesség
- 1989-ben 17 402 lakosa volt.
- 2002-ben 15 363 lakosa volt, akik főleg oroszok.
- 2010-ben 12 838 lakosa volt, melyből 12 638 orosz, 73 ukrán, 13 fehérorosz, 8 tatár, 5 örmény, 2 üzbég, 1 azeri, 1 cigány stb.